# ابوبکر بن سعد بن زنگی
اتابک مظفرالدین ابوبکر بن سعد بن زنگی یا اتابک ابوبکر (۶۲۳–۶۵۸ هجری قمری/۱۳۲۶–۱۲۶۰ میلادی) پسر سعد بن زنگی و ششمین و معروفترین اتابکان سَلغُری فارس (۱۱۴۸–۱۲۸۶ میلادی) بود. به روزگار پادشاهی او، شکوه و شوکت این سلسله به اوج بلندی رسید و «پارس» رونق و آبادانی فراوان یافت.
تاریخ تولد و وفات و مدت شهریاری او را صریحاً ننوشته‌اند، ولی چون به تصریح خواجه رشیدالدین فضل‌الله در جامع التواریخ، ۶۷ سال در این جهان زیسته، ظاهراً در حدود سال ۵۹۱ هجری قمری (۱۱۹۴ میلادی) تولد یافته‌است. وفات وی نیز به تصریح همان مورخ، پنجم جمادی‌الثانی سال ۶۵۸ هجری قمری (۱۲۵۹ میلادی) روی نموده و مدت شهریاری او هم به روایت دقیق جامع التواریخ ۳۴ سال بوده‌است. صاحب شیرازنامه گورگاهش را در «رباطِ اَبِش» کنار پدر گفته‌است.
سعدی تخلّصِ خودش را از نامِ فرزند وی گرفته‌است:
| گر التفاتِ خداوندی‌اش بیاراید |  | نگارخانهٔ چینی و نقشِ اَرتَنگی‌ست       |
| امید هست که رویِ ملال درنکِشد |  | ازین سخن که گلستان نه جایِ دلتنگی‌ست |
| علی‌الخصوص که دیباچهٔ همایونش |  | به نامِ «سعدِ ابوبکرِ سعد بن زنگی‌ست»  |

پس از پدر در سال ۶۲۳ هجری به امارت رسید. ۳۵ سالی در فارس حکومت نمود. اتابک ابوبکر در تمام مدت امارت فارس با ملوک شبانکاره درگیری داشت. در اوایل امارت به سواحل و جزایر خلیج فارس لشکر کشید و بحرین و کیش و مسقط و عمان را از بصره تا سواحل هند به تصرف آورد. پس از آن، گه‌گاه خود را «سلطان البرّ و البحر» خواند. اظهار طاعتش نسبت به مغول که به خاطر آن یرلیغ سلطنت فارس را با لقب قتلغ خانی از جانب اوگتای خان مغول دریافت در نزد اهل فارس تدبیر عاقلانه ای تلقی شد که بدان وسیله اقلیم فارس از تجاوز مغول در امان ماند. اما در این اظهار تبعیت در سال ۶۵۶ هجری ناچار شد عده‌ای از سپاه خود را هم برای تسخیر بغداد همراه هلاکوخان بفرستد و این کار او در نزد دوستداران آل عباس با نظر قبول تلقی نشد. هلاکو هم حکومت وی را بر فارس تأیید کرد و پسرش سعد بن ابوبکر را که اتابک برای اظهار تبعیت به درگاه او فرستاده بود اکرام نمود اما در همان ایام و در در سال ۶۵۸ هجری که اتابک در شیراز وفات یافت، پسرش سعد بن ابوبکر هم در راه بازگشت از اردوی ایلخان در حدود تفرش درگذشت و امارت فارس به اتابک محمد بن سعد رسید که طفلی خردسال بود. او نیز دو سال بعد در سال ۶۶۰ هجری از بام به زیر افتاد و هلاک شد.